# Eleições legislativas de 2019 em Gondomar

## Resultados Oficiais
| Partido                 | Partido                              | Votos   | %               | +/-   |
| ----------------------- | ------------------------------------ | ------- | --------------- | ----- |
|                         | Partido Socialista                   | 31 288  | 37,21 / 100,00  | 3,94  |
|                         | Partido Social Democrata             | 21 895  | 26,04 / 100,00  | -     |
|                         | Bloco de Esquerda                    | 10 146  | 12,07 / 100,00  | 0,92  |
|                         | CDU - Coligação Democrática Unitária | 6 358   | 7,56 / 100,00   | 2,91  |
|                         | Pessoas–Animais–Natureza             | 3 460   | 4,12 / 100,00   | 2,28  |
|                         | CDS – Partido Popular                | 2 067   | 2,46 / 100,00   | -     |
|                         | Iniciativa Liberal                   | 949     | 1,13 / 100,00   | Novo  |
|                         | Outros (com menos de 1,00%)          | 4 345   | 5,18 / 100,00   |       |
| Votos Inválidos         | Votos Inválidos                      | 3 568   | 4,24 / 100,00   | 0,57  |
| Total                   | Total                                | 84 076  | 100,00 / 100,00 |       |
| Eleitorado/Participação | Eleitorado/Participação              | 146 532 | 57,38 / 100,00  | 2,32  |
| Fonte                   | Fonte                                | [ 1 ]   | [ 1 ]           | [ 1 ] |

## Resultados por Freguesia
Os resultados seguintes referem-se aos partidos que obtiveram mais de 1,00% dos votos:
| Freguesia                            | %     | %     | %     | %     | %    | %    | %    | Votantes |
| Freguesia                            | PS    | PSD   | BE    | CDU   | PAN  | CDS  | IL   | Votantes |
| ------------------------------------ | ----- | ----- | ----- | ----- | ---- | ---- | ---- | -------- |
| Baguim do Monte                      | 37,42 | 26,44 | 11,63 | 6,22  | 4,61 | 2,80 | 1,11 | 7 505    |
| Fânzeres e São Pedro da Cova         | 38,82 | 20,84 | 12,30 | 11,46 | 4,14 | 1,99 | 0,78 | 17 499   |
| Foz do Sousa e Covelo                | 37,88 | 30,86 | 10,00 | 4,76  | 2,99 | 2,87 | 0,78 | 4 118    |
| Gondomar (São Cosme), Valbom e Jovim | 34,82 | 28,95 | 11,61 | 6,72  | 4,19 | 2,68 | 1,43 | 24 711   |
| Lomba                                | 45,15 | 23,73 | 10,48 | 2,93  | 3,54 | 3,85 | 1,08 | 649      |
| Melres e Medas                       | 43,33 | 25,42 | 8,91  | 5,62  | 2,68 | 2,84 | 0,67 | 3 132    |
| Rio Tinto                            | 37,31 | 26,04 | 13,20 | 6,93  | 4,24 | 2,32 | 1,20 | 26 462   |
| Gondomar                             | 37,21 | 26,04 | 12,07 | 7,56  | 4,12 | 2,46 | 1,13 | 84 076   |

#### Baguim do Monte
| Partido                 | Partido                              | Votos  | %               | +/-  |
| ----------------------- | ------------------------------------ | ------ | --------------- | ---- |
|                         | Partido Socialista                   | 2 808  | 37,42 / 100,00  | 3,13 |
|                         | Partido Social Democrata             | 1 984  | 26,44 / 100,00  | -    |
|                         | Bloco de Esquerda                    | 873    | 11,63 / 100,00  | 0,95 |
|                         | CDU - Coligação Democrática Unitária | 467    | 6,22 / 100,00   | 2,45 |
|                         | Pessoas–Animais–Natureza             | 346    | 4,61 / 100,00   | 2,45 |
|                         | CDS – Partido Popular                | 210    | 2,80 / 100,00   | -    |
|                         | Iniciativa Liberal                   | 83     | 1,11 / 100,00   | Novo |
|                         | Outros (com menos de 1,00%)          | 396    | 5,26 / 100,00   |      |
| Votos Inválidos         | Votos Inválidos                      | 338    | 4,51 / 100,00   | 0,43 |
| Total                   | Total                                | 7 505  | 100,00 / 100,00 |      |
| Eleitorado/Participação | Eleitorado/Participação              | 12 664 | 59,26 / 100,00  | 2,68 |

#### Fânzeres e São Pedro da Cova
| Partido                 | Partido                                         | Votos  | %               | +/-  |
| ----------------------- | ----------------------------------------------- | ------ | --------------- | ---- |
|                         | Partido Socialista                              | 6 793  | 38,82 / 100,00  | 6,63 |
|                         | Partido Social Democrata                        | 3 646  | 20,84 / 100,00  | -    |
|                         | Bloco de Esquerda                               | 2 152  | 12,30 / 100,00  | 0,27 |
|                         | CDU - Coligação Democrática Unitária            | 2 006  | 11,46 / 100,00  | 4,61 |
|                         | Pessoas–Animais–Natureza                        | 725    | 4,14 / 100,00   | 2,46 |
|                         | CDS – Partido Popular                           | 349    | 1,99 / 100,00   | -    |
|                         | Partido Comunista dos Trabalhadores Portugueses | 199    | 1,14 / 100,00   | 1,07 |
|                         | Reagir Incluir Reciclar                         | 175    | 1,00 / 100,00   | Novo |
|                         | Outros (com menos de 1,00%)                     | 713    | 4,07 / 100,00   |      |
| Votos Inválidos         | Votos Inválidos                                 | 741    | 4,23 / 100,00   | 0,62 |
| Total                   | Total                                           | 17 499 | 100,00 / 100,00 |      |
| Eleitorado/Participação | Eleitorado/Participação                         | 33 668 | 51,98 / 100,00  | 3,50 |

#### Foz do Sousa e Covelo
| Partido                 | Partido                              | Votos | %               | +/-  |
| ----------------------- | ------------------------------------ | ----- | --------------- | ---- |
|                         | Partido Socialista                   | 1 560 | 37,88 / 100,00  | 4,28 |
|                         | Partido Social Democrata             | 1 271 | 30,86 / 100,00  | -    |
|                         | Bloco de Esquerda                    | 412   | 10,00 / 100,00  | 0,47 |
|                         | CDU - Coligação Democrática Unitária | 196   | 4,76 / 100,00   | 1,63 |
|                         | Pessoas–Animais–Natureza             | 123   | 2,99 / 100,00   | 1,38 |
|                         | CDS – Partido Popular                | 118   | 2,87 / 100,00   | -    |
|                         | Outros (com menos de 1,00%)          | 254   | 6,18 / 100,00   |      |
| Votos Inválidos         | Votos Inválidos                      | 184   | 4,46 / 100,00   | 0,18 |
| Total                   | Total                                | 4 118 | 100,00 / 100,00 |      |
| Eleitorado/Participação | Eleitorado/Participação              | 6 519 | 63,17 / 100,00  | 0,23 |

#### Gondomar, Valbom e Jovim
| Partido                 | Partido                              | Votos  | %               | +/-  |
| ----------------------- | ------------------------------------ | ------ | --------------- | ---- |
|                         | Partido Socialista                   | 8 604  | 34,82 / 100,00  | 3,10 |
|                         | Partido Social Democrata             | 7 154  | 28,95 / 100,00  | -    |
|                         | Bloco de Esquerda                    | 2 869  | 11,61 / 100,00  | 1,40 |
|                         | CDU - Coligação Democrática Unitária | 1 660  | 6,72 / 100,00   | 2,37 |
|                         | Pessoas–Animais–Natureza             | 1 036  | 4,19 / 100,00   | 2,36 |
|                         | CDS – Partido Popular                | 662    | 2,68 / 100,00   | -    |
|                         | Iniciativa Liberal                   | 353    | 1,43 / 100,00   | Novo |
|                         | Outros (com menos de 1,00%)          | 1 270  | 5,12 / 100,00   |      |
| Votos Inválidos         | Votos Inválidos                      | 1 103  | 4,46 / 100,00   | 0,65 |
| Total                   | Total                                | 24 711 | 100,00 / 100,00 |      |
| Eleitorado/Participação | Eleitorado/Participação              | 41 970 | 58,88 / 100,00  | 1,50 |

#### Lomba
| Partido                 | Partido                              | Votos | %               | +/-  |
| ----------------------- | ------------------------------------ | ----- | --------------- | ---- |
|                         | Partido Socialista                   | 293   | 45,15 / 100,00  | 6,59 |
|                         | Partido Social Democrata             | 154   | 23,73 / 100,00  | -    |
|                         | Bloco de Esquerda                    | 68    | 10,48 / 100,00  | 1,81 |
|                         | CDS – Partido Popular                | 25    | 3,85 / 100,00   | -    |
|                         | Pessoas–Animais–Natureza             | 23    | 3,54 / 100,00   | 2,13 |
|                         | CDU - Coligação Democrática Unitária | 19    | 2,93 / 100,00   | 3,28 |
|                         | Reagir Incluir Reciclar              | 12    | 1,85 / 100,00   | Novo |
|                         | Iniciativa Liberal                   | 7     | 1,08 / 100,00   | Novo |
|                         | Outros (com menos de 1,00%)          | 22    | 3,38 / 100,00   |      |
| Votos Inválidos         | Votos Inválidos                      | 26    | 4,00 / 100,00   | 1,88 |
| Total                   | Total                                | 649   | 100,00 / 100,00 |      |
| Eleitorado/Participação | Eleitorado/Participação              | 1 318 | 49,24 / 100,00  | 1,37 |

#### Melres e Medas
| Partido                 | Partido                              | Votos | %               | +/-  |
| ----------------------- | ------------------------------------ | ----- | --------------- | ---- |
|                         | Partido Socialista                   | 1 357 | 43,33 / 100,00  | 4,62 |
|                         | Partido Social Democrata             | 796   | 25,42 / 100,00  | -    |
|                         | Bloco de Esquerda                    | 279   | 8,91 / 100,00   | 1,16 |
|                         | CDU - Coligação Democrática Unitária | 176   | 5,62 / 100,00   | 1,50 |
|                         | CDS – Partido Popular                | 89    | 2,84 / 100,00   | -    |
|                         | Pessoas–Animais–Natureza             | 84    | 2,68 / 100,00   | 1,41 |
|                         | Reagir Incluir Reciclar              | 45    | 1,44 / 100,00   | Novo |
|                         | Outros (com menos de 1,00%)          | 138   | 4,40 / 100,00   |      |
| Votos Inválidos         | Votos Inválidos                      | 168   | 5,36 / 100,00   | 1,32 |
| Total                   | Total                                | 3 132 | 100,00 / 100,00 |      |
| Eleitorado/Participação | Eleitorado/Participação              | 4 920 | 63,66 / 100,00  | 3,88 |

#### Rio Tinto
| Partido                 | Partido                              | Votos  | %               | +/-  |
| ----------------------- | ------------------------------------ | ------ | --------------- | ---- |
|                         | Partido Socialista                   | 9 873  | 37,31 / 100,00  | 3,01 |
|                         | Partido Social Democrata             | 6 890  | 26,04 / 100,00  | -    |
|                         | Bloco de Esquerda                    | 3 493  | 13,20 / 100,00  | 0,94 |
|                         | CDU - Coligação Democrática Unitária | 1 834  | 6,93 / 100,00   | 2,63 |
|                         | Pessoas–Animais–Natureza             | 1 123  | 4,24 / 100,00   | 2,26 |
|                         | CDS – Partido Popular                | 614    | 2,32 / 100,00   | -    |
|                         | Iniciativa Liberal                   | 317    | 1,20 / 100,00   | Novo |
|                         | Outros (com menos de 1,00%)          | 1 310  | 4,96 / 100,00   |      |
| Votos Inválidos         | Votos Inválidos                      | 1 008  | 3,81 / 100,00   | 0,43 |
| Total                   | Total                                | 26 462 | 100,00 / 100,00 |      |
| Eleitorado/Participação | Eleitorado/Participação              | 45 473 | 58,19 / 100,00  | 2,36 |